# Ira (Djibasso)
Pour les articles homonymes, voir Ira.
Ira est une commune située dans le département de Djibasso de la province de Kossi au Burkina Faso.

## Santé et éducation
La commune accueille un centre de santé et de protection sociale (CSPS).